# Campionati europei di nuoto 2012 - 200 metri dorso maschili
La gara dei 200 metri dorso maschili degli Europei 2012 si è svolta il 25 e il 26 maggio 2012 e vi hanno partecipato 42 atleti. Le batterie e le semifinali si sono svolte il 25 e la finale nel pomeriggio del giorno successivo.

## Podio
| Pos.    | Atleta              | Nazione  |
| ------- | ------------------- | -------- |
| Oro     | Radosław Kawęcki    | Polonia  |
| Argento | Péter Bernek        | Ungheria |
| Bronzo  | Yakov Yan Toumarkin | Israele  |

## Record
Prima della manifestazione il record del mondo (RM), il record europeo (EU) e il record dei campionati (RC) erano i seguenti.
| Record mondiale       | 1'51"92 | Aaron Peirsol     | 13 luglio 2009 Roma    |
| Record europeo        | 1'54"75 | Arkadij Vjatčanin | 13 luglio 2009 Roma    |
| Record dei campionati | 1'55"44 | Arkadij Vjatčanin | 5 agosto 2006 Budapest |

Durante la competizione è stato migliorato il seguente record:
| Data      | Evento | Atleta           | Nazione | Tempo   | Record                |
| --------- | ------ | ---------------- | ------- | ------- | --------------------- |
| 26 maggio | Finale | Radosław Kawęcki | Polonia | 1'55"28 | Record dei campionati |

## Risultati

### Batterie
| Pos. | Atleta                   | Nazionalità | Tempo   | Batteria | Corsia | Note |
| ---- | ------------------------ | ----------- | ------- | -------- | ------ | ---- |
| 1    | Radosław Kawęcki         | Polonia     | 1'58"79 | 5        | 4      | Q    |
| 2    | Yannick Lebherz          | Germania    | 1'58"85 | 5        | 5      | Q    |
| 3    | Péter Bernek             | Ungheria    | 1'59"07 | 4        | 4      | Q    |
| 4    | Matteo Milli             | Italia      | 1'59"30 | 5        | 3      | Q    |
| 5    | Gábor Balog              | Ungheria    | 1'59"63 | 5        | 6      | Q    |
| 6    | Pedro Diogo Oliveira     | Portogallo  | 1'59"72 | 6        | 7      | Q    |
| 7    | Oleksandr Isakov         | Ucraina     | 1'59"79 | 4        | 2      | Q    |
| 8    | Benjamin Stasiulis       | Francia     | 1'59"91 | 6        | 4      | Q    |
| 9    | Sebastiano Ranfagni      | Italia      | 1'59"98 | 6        | 5      | Q    |
| 10   | Federico Turrini         | Italia      | 2'00"20 | 6        | 6      |      |
| 11   | Nimrod Shapira Bar-Or    | Israele     | 2'00"25 | 6        | 2      | Q    |
| 12   | Felix Wolf               | Germania    | 2'00"81 | 4        | 6      | Q    |
| 13   | Yakov-Yan Toumarkin      | Israele     | 2'00"93 | 4        | 5      | Q    |
| 14   | Itai Chammha             | Israele     | 2'01"05 | 5        | 8      |      |
| 15   | Christian Diener         | Germania    | 2'01"15 | 4        | 3      |      |
| 16   | Eric Ress                | Francia     | 2'01"21 | 6        | 3      | Q    |
| 17   | Ivan Trofimov            | Russia      | 2'01"82 | 1        | 3      | Q    |
| 18   | Dmitry Gorbunov          | Russia      | 2'01"93 | 3        | 6      | Q    |
| 19   | Martin Zhelev            | Bulgaria    | 2'01"95 | 2        | 4      | Q    |
| 20   | Luca Marin               | Italia      | 2'02"23 | 3        | 5      |      |
| 21   | Sebastian Stoss          | Austria     | 2'02"30 | 5        | 1      |      |
| 22   | Dávid Verrasztó          | Ungheria    | 2'02"33 | 4        | 7      |      |
| 23   | Balázs Zámbó             | Ungheria    | 2'02"36 | 3        | 2      |      |
| 24   | Vitaly Borisov           | Russia      | 2'02"49 | 5        | 2      |      |
| 25   | Tomáš Fučík              | Rep. Ceca   | 2'02"51 | 1        | 5      |      |
| 26   | Andres Olvik             | Estonia     | 2'02"67 | 2        | 6      |      |
| 27   | Mikhail Zvyagin          | Russia      | 2'02"81 | 6        | 1      |      |
| 28   | Mattias Carlsson         | Svezia      | 2'02"82 | 5        | 7      |      |
| 29   | Lukas Räuftlin           | Svizzera    | 2'02"84 | 6        | 8      |      |
| 30   | Danas Rapšys             | Lituania    | 2'03"22 | 3        | 4      |      |
| 31   | Květoslav Svoboda        | Rep. Ceca   | 2'03"38 | 3        | 8      |      |
| 32   | Andriy Nikishenko        | Ucraina     | 2'03"64 | 4        | 8      |      |
| 33   | David Gamburg            | Israele     | 2'03"71 | 3        | 3      |      |
| 34   | Konstantīns Blohins      | Lettonia    | 2'03"99 | 3        | 7      |      |
| 35   | Mateusz Wysoczynski      | Polonia     | 2'04"02 | 4        | 1      |      |
| 36   | Marco Aldabe Bomstad     | Norvegia    | 2'04"29 | 2        | 7      |      |
| 37   | Oliver Šimkovič          | Slovacchia  | 2'04"58 | 2        | 1      |      |
| 38   | Matas Andriekus          | Lituania    | 2'04"85 | 2        | 8      |      |
| 39   | Jean François Schneiders | Lussemburgo | 2'05"20 | 3        | 1      |      |
| 40   | Dominik Dür              | Austria     | 2'06"78 | 2        | 5      |      |
| 41   | Lavrans Solli            | Norvegia    | 2'07"12 | 2        | 2      |      |
| 42   | Karl Burdis              | Irlanda     | 2'31"44 | 2        | 3      |      |
| -    | Jonathan Massacand       | Svizzera    | -       | 1        | 4      | DNS  |

### Semifinali
| Pos. | Atleta                | Nazionalità | Tempo   | Batteria | Corsia | Note |
| ---- | --------------------- | ----------- | ------- | -------- | ------ | ---- |
| 1    | Péter Bernek          | Ungheria    | 1'56"11 | 2        | 5      | Q    |
| 2    | Radosław Kawęcki      | Polonia     | 1'56"68 | 2        | 4      | Q    |
| 1    | Yannick Lebherz       | Germania    | 1'58"23 | 1        | 4      | Q    |
| 2    | Yakov-Yan Toumarkin   | Israele     | 1'58"33 | 1        | 7      | Q    |
| 3    | Gábor Balog           | Ungheria    | 1'58"43 | 2        | 3      | Q    |
| 4    | Sebastiano Ranfagni   | Italia      | 1'58"86 | 2        | 2      | Q    |
| 3    | Benjamin Stasiulis    | Francia     | 1'59"09 | 1        | 6      | Q    |
| 5    | Felix Wolf            | Germania    | 1'59"41 | 2        | 7      | Q    |
| 4    | Nimrod Shapira Bar-Or | Israele     | 1'59"58 | 1        | 2      |      |
| 5    | Pedro Diogo Oliveira  | Portogallo  | 1'59"94 | 1        | 3      |      |
| 6    | Oleksandr Isakov      | Ucraina     | 1'59"98 | 2        | 6      |      |
| 7    | Eric Ress             | Francia     | 2'00"04 | 2        | 1      |      |
| 6    | Matteo Milli          | Italia      | 2'01"57 | 1        | 5      |      |
| 8    | Dmitry Gorbunov       | Russia      | 2'01"77 | 2        | 8      |      |
| 7    | Ivan Trofimov         | Russia      | 2'02"51 | 1        | 1      |      |
| 8    | Martin Zhelev         | Bulgaria    | 2'03"18 | 1        | 8      |      |

### Finale
| Pos.    | Atleta              | Nazionalità | Tempo   | Corsia | Note |
| ------- | ------------------- | ----------- | ------- | ------ | ---- |
| Oro     | Radosław Kawęcki    | Polonia     | 1'55"28 | 5      | CR   |
| Argento | Péter Bernek        | Ungheria    | 1'55"88 | 4      |      |
| Bronzo  | Yakov-Yan Toumarkin | Israele     | 1'57"35 | 6      |      |
| 4       | Sebastiano Ranfagni | Italia      | 1'57"99 | 7      |      |
| 5       | Yannick Lebherz     | Germania    | 1'58"39 | 3      |      |
| 5       | Felix Wolf          | Germania    | 1'58"39 | 8      |      |
| 7       | Benjamin Stasiulis  | Francia     | 1'58"55 | 1      |      |
| 8       | Gábor Balog         | Ungheria    | 1'58"74 | 2      |      |